# Przesieka Śląska

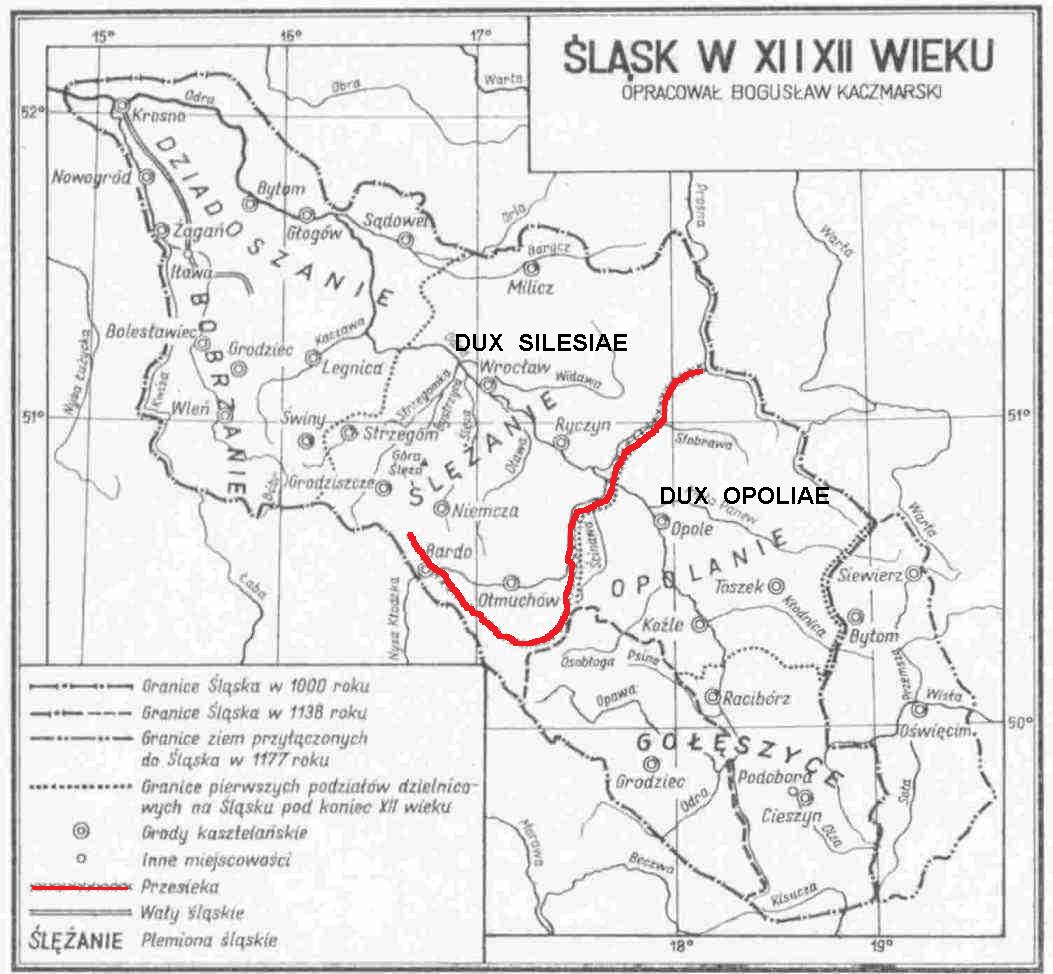
Przebieg Przesieki Śląskiej

Przesieka Śląska – niezasiedlony do późnego średniowiecza (XV w.) i trudny do przebycia pas gęstych lasów biegnący od okolic wsi Budzów i przez Dzbanów wzdłuż Gór Złotych w kierunku południowo-wschodnim między Głuchołazami i Prudnikiem, następnie wzdłuż górnego biegu Ścinawy Niemodlińskiej i dolnego biegu Nysy Kłodzkiej do Odry, którą przekraczała koło grodu w Ryczynie, dalej wschodnim brzegiem rzeki Stobrawy, a od jej środkowego biegu na północny wschód w pobliże Namysłowa i Byczyny.

## Historia
Początkowo stanowiła granicę plemienną między Ślężanami a Opolanami. W XII wieku stanowiła naturalną granicę pomiędzy księstwem Bolesława Wysokiego a dziedziną Mieszka Plątonogiego, którą od XV wieku zaczęto nazywać Górnym Śląskiem (pierwsza wzmianka pod tą nazwą w 1478 r.). Przesieka stała się tym samym naturalną i historyczną granicą między Dolnym Śląskiem a Górnym Śląskiem. Puszcz granicznych tworzących Przesiekę nie wolno było trzebić jeszcze w drugiej połowie XIII wieku.
Przesiekę przez długi czas wykorzystywano jako naturalną przeszkodę militarną, w zamierzeniu miała chronić przed nadchodzącymi z południa najazdami Morawian i Czechów – jednak w żaden sposób nie była w stanie powstrzymać wielkiego najazdu husytów z 1420 roku.
Według Benno Nietschego przesiekę o szerokości mili wzniósł książę Henryk I Brodaty przeciwko swojemu stryjowi Mieszkowi I Plątonogiemu, „w sposób, jaki kiedyś zastosowano przeciw Czechom w okolicy Przełęczy Bardzkiej, gdzie wycięto mnóstwo pni, a następnie pomiędzy stojącymi drzewami ułożono je w rodzaj palisady” .
Trzebienie lasów tworzących przesiekę było zabronione do końca XIII wieku, a ich resztki można zaobserwować do dziś. Na przełomie XIII i XIV wieku tereny przesieki zostały skolonizowane.

## Przyroda
Na terenie dawnej przesieki zachowało się do dnia dzisiejszego wiele enklaw leśnych, w tym drzewostanów o charakterze zbliżonym do naturalnego, z których część podlega ochronie rezerwatowej: Cisowa Góra, Cisy, Przyłek, Dębina, Kokorycz, Krzywiczyny i Komorzno. W linii przebiegu Przesieki Śląskiej położonych jest szereg obszarów Natura 2000 chroniących siedliska leśne: Góry Bardzkie, Przyłęk nad Białą Głuchołaską, Opolska Dolina Nysy Kłodzkiej i Teklusia, oraz Stobrawski Park Krajobrazowy.